# Ансло, Ренье
Ренье Ансло (1662 или 1626, Амстердам — 10 мая 1669, Перуджия) — нидерландский поэт.

## Биография
Был воспитан меннонитами. Крещён в 1646 году. В 1648 году прочитал своё стихотворение в честь закладки первого камня нового здания городской ратуши, за что был награждён лавровым венком и серебряной короной. В 1649 году отправился в Италию, в ноябре 1651 года прибыл в Рим и там в декабре перешёл в католицизм. В Риме стал секретарём кардинала Луиджи Каппони и продолжил писать поэтические произведения, за которые получил от папы Иннокентия X золотую медаль. В 1655 году был представлен королеве Швеции Кристине, которой посвятил поэму «De Zweedsche Pallas», получив за неё от королевы золотую цепочку.
Лучшие из его поэтических произведений, собранные и изданные Гаасом в 1713 году: «Мученический венец св. Стефана», «Чума в Неаполе» и трагедия «Парижская кровавая свадьба».